# Богорад, Самуил Нахманович
Самуил Нахманович Богорад (в некоторых документах — Семён Наумович Богорад; 17 августа 1907 — 23 апреля 1996) — советский военный моряк-подводник, участник Великой Отечественной войны, Герой Советского Союза (8.07.1945). Капитан 1-го ранга (26.05.1955).

## Биография
Самуил Нахманович Богорад родился 17 августа 1907 года в городе Витебске, Российская империя, в рабочей еврейской семье. В 1935 году окончил Ленинградский морской техникум. До августа 1940 года плавал третьим, а затем вторым помощником капитана на судах Балтийского морского пароходства.
В сентябре 1940 года был призван в Военно-Морской Флот. В 1941 году окончил Высшие специальные курсы командного состава подводного плавания Краснознамённого учебного отряда подводного плавания имени С. М. Кирова.
Участник Великой Отечественной войны с июня 1941 года, будучи за несколько дней до её начала назначен на должность помощника командира поставленной в капитальный ремонт подводной лодки «Д-2 «Народоволец»» Балтийского флота. В условиях начавшейся войны корабль был спущен на воду только в конце 1941 года. В сентябре 1942 года «Д-2» вышла в боевой поход, и, действуя на основных коммуникациях противника, потопила транспорт «Якобус Фрицен», водоизмещением 4090 брутто тонн и нанесла значительные повреждения железнодорожному парому «Дойчланд», водоизмещением 2972 брутто тонн.
С марта 1944 года С. Н. Богорад — командир подлодки «Щ-310» (3-й дивизион бригады подлодок Балтийского Флота), которой командовал до конца войны. Под его командованием «Щ-310» совершила три боевых похода, провела в море 103 суток, выполнила 14 торпедных атак (34 торпеды). Корабль и командир записали на свой боевой счёт 8 потопленных транспортов и 1 сторожевой корабль противника. Данными противной стороны подтверждается гибель 3-х транспортов.
В марте 1945 года подлодка «Щ-310» награждена орденом Красного Знамени.
Указом Президиума Верховного Совета СССР от 8 июля 1945 года за образцовое выполнение боевых заданий командования, личное мужество и героизм, проявленные в боях с немецко-фашистскими захватчиками, капитану 3-го ранга Богораду Семёну Наумовичу присвоено звание Героя Советского Союза с вручением ордена Ленина и медали «Золотая Звезда»
После войны С. Н. Богорад продолжал службу в ВМФ СССР. С июня 1945 года командовал подлодкой «К-56», с апреля 1948 по февраль 1950 года — подлодкой «Н-28».
С февраля по декабрь 1950 года капитан 2-го ранга Богорад — командир 3-го дивизиона 1-й бригады подводных лодок 4-го ВМФ, а с декабря 1950 по ноябрь 1952 года — начальник отделения подготовки подводных лодок и средств противолодочной обороны 3-го отдела штаба 8-го ВМФ. С ноября 1952 до октября 1959 года — командир отдельного дивизиона кораблей полигона ВМФ. С октября 1959 года капитан 1-го ранга Богорад С. Н. — начальник вспомогательных судов Рижской военно-морской базы Краснознамённого Балтийского флота. В марте 1961 года капитан 1-го ранга Богорад уволен в запас по выслуге лет.
Жил в Риге. С 1961 по 1976 годы плавал в торговом флоте в должности старшего помощника капитана и капитана на судах Латвийского морского пароходства. Затем находился на пенсии.
Скончался 23 апреля 1996 года. Похоронен в городе Риге на Гарнизонном кладбище.

## Награды
- Герой Советского Союза (8.07.1945)
- орден Ленина (8.07.1945)
- два ордена Красного Знамени (24.12.1942, 26.05.1945)
- орден Ушакова 2-й степени (21.11.1944)
- орден Отечественной войны 1-й степени (11.03.1985)
- орден Красной Звезды (5.11.1954)
- медаль «За боевые заслуги» (15.11.1950)
- медаль «За оборону Ленинграда» (1942)
- медаль «За взятие Кёнигсберга» (1945)
- другие медали СССР

## Память
- В Витебске открыта мемориальная доска в честь С. Н. Богорада на здании, где располагался морской клуб, позже – морская школа (2016).